# Homoeoxipha nigripennis
Homoeoxipha nigripennis är en insektsart som beskrevs av Lucien Chopard 1967. Homoeoxipha nigripennis ingår i släktet Homoeoxipha och familjen syrsor. Inga underarter finns listade i Catalogue of Life.